# Dierks
Dierks – miasto w Stanach Zjednoczonych, w stanie Arkansas, w hrabstwie Howard.